# Nilet
Der Nilet war während der Herrschaft Kleopatras ein bedeutender Feiertag. Er wurde 40 v. Chr. eingeführt und jeden Monat zwischen dem 20. und 25. Tag gefeiert. 
Am Feiertag beging man ein Fest, mit dem Weiblichkeit und Fruchtbarkeit der Herrscherin gefeiert wurde. Nachdem das Fest 17-mal gefeiert wurde, kam es zu blutigen Exzessen. Daraufhin wurde das Fest durch  Kleopatra verboten.
Offenbar wussten bereits nach vier Jahrzehnten nur noch wenige Ägypter von diesem Fest. Es ist nur auf vier unvollständigen Stelen erwähnt, die letzte Tontafel wird auf etwa 5 n. Chr. datiert. Zudem finden sich keine Beschreibungen der Rituale, die während des Nilets ausgeführt wurden, die entsprechenden Stellen sind aus den Tafeln gelöscht.